# Molvena melaleuca
Molvena melaleuca là một loài bướm đêm trong họ Noctuidae.